# جنيه جيرزي
الجنيه (الفرنسية: Livre de Jersey جيريز: لويس دي جيري؛ اختصار: JEP؛ الرمز: £) هي عملة جيرسي. جيرسي عضو في اتحاد نقدي مع المملكة المتحدة، والجنيه الجيرسي ليس عملة منفصلة، هو إصدار أوراق نقدية وعملات معدنية من قِبل ولايات جيرسي مُقومة بالجنيه الإسترليني، على غرار الأوراق النقدية الصادرة في اسكتلندا وأيرلندا الشمالية (انظر أوراق الجنيه الإسترليني النقدية). يُمكن استبداله بالقيمة المُكافئة للعملات والأوراق النقدية الأخرى بالجنيه الإسترليني (انظر أيضًا منطقة الجنيه الإسترليني).
لا يتضمن معيار ISO 4217 رمز عملة مُنفصل للجنيه الإسترليني الجيرسي، يُمكن استخدام الاختصار "JEP" إذا كان التمييز عن الجنيه الإسترليني مطلوبًا.
تُعتبر أوراق جيرسي وبنك إنجلترا عملتين صالحتين وقابلتين للتداول في جيرسي، ويتداولان معًا، إلى جانب جنيه جيرنزي والأوراق النقدية الاسكتلندية. لا تُعتمد أوراق جيرسي النقدية في المملكة المتحدة، على عكس الأوراق النقدية الاسكتلندية وأيرلندا الشمالية، لا يُقرها البرلمان البريطاني كعملة قانونية في المملكة المتحدة. ومع ذلك، غالبًا ما يقبلها البائعون في المملكة المتحدة بدرجات متفاوتة من الصعوبة.

### تاريخ

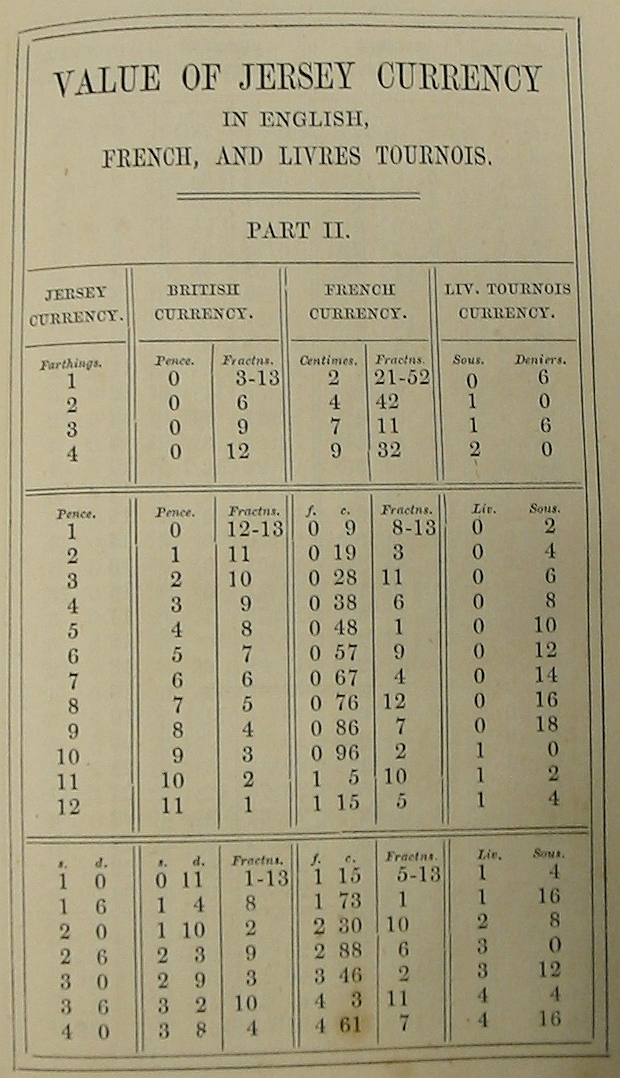
صفحة من حاسبة جاهزة نُشرت عام 1854 تسمح بالتحويل الفوري بين عملة جيرسي وثلاث عملات أخرى كانت مستخدمة في ذلك الوقت

الليفر هو عملة جيرسي حتى عام 1834. يتألف من عملات معدنية فرنسية قابلة للاستبدال بالجنيه الإسترليني في أوائل 19 بمعدل 26 ليفر = 1 جنيه. وبعد استبدال الليفر بالفرنك في فرنسا عام 1795، تضاءل المعروض من العملات المعدنية في جيرسي أدى إلى صعوبات في التجارة والدفع. في عام 1834، اعتمد أمر في المجلس ‏ الجنيه الإسترليني باعتباره العطاء القانوني الرسمي الوحيد لجيرسي، على الرغم من استمرار تداول العملات النحاسية الفرنسية إلى جانب العملات الفضية البريطانية، كان 26 سو يساوي الشلن. ولأن السو ظل العملات المعدنية الصغيرة الرئيسية، صدرت عملة نحاسية جديدة لجيرسي عام 1841 على أساس بنس واحد يساوي أي ما يعادل 2 سو. استمر هذا النظام حتى عام 1877، عندما أصبح بنس واحد 1⁄12 قُدم من الشلن.
إلى جانب بقية الجزر البريطانية، تحولت جيرسي إلى النظام العشري في عام 1971 وأصدرت سلسلة كاملة من العملات المعدنية المتداولة من 1⁄2 بنس إلى 50 بنس. تبع ذلك في وقت لاحق فئات من 1 جنيه إسترليني و2 جنيه إسترليني.
اعتبارًا من ديسمبر 2005، بلغ حجم عملة جيرسي المتداولة 64.7 مليون جنيه إسترليني. حقق أمين خزانة الولايات ربحًا قدره 2.8 مليون جنيه إسترليني من إصدار عملة جيرسي في عام 2005.

### عملات معدنية

#### تاريخ

الجنيه المربع لعام 1981

في عام 1834، اعتمد مجلس النواب الجنيه الإسترليني كعملة قانونية رسمية وحيدة لجيرسي ليحل محل الليفر الجيرسي، على الرغم من استمرار تداول العملات النحاسية الفرنسية إلى جانب العملات الفضية البريطانية، كان سعر الشلن 26 سو. ولأن السو ظل العملة الرئيسية للقطع النقدية الصغيرة، صدرت عملة نحاسية جديدة لجيرسي عام 1841 على أساس بنس واحد. 1⁄13 أي ما يعادل 2 سوس. في عام 1841، كان النحاس 1⁄52، 1⁄26 و1⁄13 قُدمت عملات معدنية الشلن، تلتها عملات برونزية 1⁄26 و1⁄13 شلن في عام 1866.

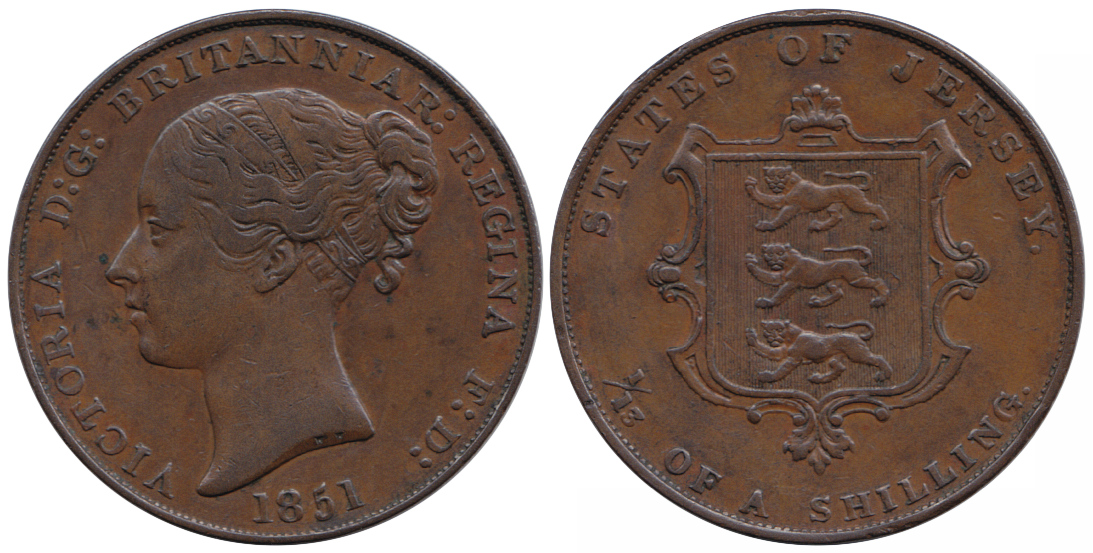
ولايات جيرسي عام 1851 شلن. (كم#3، 34.10 مم، نحاس)

في عام 1877، أدخل بنس واحد من فئة 1⁄12 شلن، وغُير النظام إلى 12 بنسًا للشلن. أدخلت عملات برونزية من فئات1⁄48, 1⁄24 و1⁄12شلن. طرح الاصدار الوحيد من فئة 1⁄48. بين عامي 1949 و1952، تميّزت نهاية الاحتلال الألماني لجزر القنال بسك مليون بنس تذكاري للتحرير لجيرسي.
في عام 1957، طُرحت عملة معدنية من النيكل والنحاس الأصفر بقيمة 3 بنسات، تحمل فئة "ربع شلن". كانت إصدارات عامي 1957 و1960 دائرية، مع إصدار ذي شكل اثني عشري ‏ عام 1964.
في عام 1968، قُدمت عملات معدنية بقيمة 5 و10 بنسات (جديدة)، تلاها عملات بقيمة 50 بنسًا في عام 1969 و1⁄2, بنس واحد، و2 بنس في عام 1971 عند بدء النظام العشري. جميعها بنفس تركيب وحجم العملات البريطانية المقابلة. حمل ظهر الإصدار الأول من العملات العشرية شعار جيرسي ‏ كما تحمل العملات السابقة. سكت العملة المعدنية بقيمة 1⁄2 بنس آخر مرة في عام 1981.
طُرحت عملات معدنية بقيمة 20 بنسًا في عام 1982 وعملات معدنية بقيمة 2 جنيه إسترليني في عام 1998.

#### عملة معدنية بقيمة 1 جنيه إسترليني
صدرت عملة معدنية مربعة بقيمة جنيه إسترليني واحد للتداول عام 1981 احتفالًا بالذكرى المئوية الثانية لمعركة جيرسي ‏. لم تكن العملة المربعة مقبولة في آلات البيع، ولم تُصدر بعد عام 1981.
بدأت المملكة المتحدة في إصدار عملة جنيه إسترليني موحدة عام 1983، اعتمدت جيرسي عملة مستديرة لتتناسب معها. صدرت عملات الجنيه الإسترليني بتصميم مختلف كل عام. في البداية، كل عملة جديدة تحمل شعارات نبالة أبرشيات جيرسي الاثنتي عشرة. تبعتها سلسلة من العملات تحمل صور السفن الشراعية التي بُنيت في الجزيرة. كان الشعار المحيط بحافة عملات جنيه جيرسي: "قيصرية إنسولا" ("جزيرة جيرسي" باللاتينية).
توقفت عملات جيرسي من فئة جنيه إسترليني واحد عن التداول القانوني في جيرسي في 15 أكتوبر 2017، تزامنًا مع سحب العملة الدائرية من فئة جنيه إسترليني واحد في المملكة المتحدة. عملة المملكة المتحدة الجديدة ذات الاثني عشر وجهًا هي العملة الوحيدة من فئة جنيه إسترليني التي تُعتبر عملة قانونية في الجزيرة.

### سك العملات
التصاميم الموجودة على ظهر عملات جيرسي:
- 1p Le Hocq Tower (coastal defence)
- 2p L'Hermitage, site where St. Helier lived
- 5p Seymour Tower (offshore defence)
- 10p La Pouquelaye de Faldouet (dolmen)
- 20p La Corbière Lighthouse
- 50p Grosnez Castle (ruins)

### الأوراق النقدية
في عام 1797، افتتح هيو جودفراي وشركاه، وهو تاجر نبيذ، أول بنك في جيرسي (سُمي لاحقًا بنك جيرسي القديم) وأصدر أوراقًا نقدية بقيمة 1 جنيه إسترليني. ونظرًا لنقص عملات الليفر تورنوا، أصدر الأفراد والشركات عددًا كبيرًا من الأوراق النقدية ذات القيمة المنخفضة حتى عام 1813 وضعت الولايات أن تكون قيمة الأوراق النقدية 1 جنيه إسترليني كحد أدنى. وحتى عام 1831، أصدر عدد كبير من الهيئات والأفراد في جيرسي أوراقهم النقدية الخاصة. أصدرت أبرشيات جيرسي ‏ أوراقًا نقدية، كما فعلت فينجتين دي لا فيل ‏. حاول التشريع في عام 1831 تنظيم مثل هذه الإصدارات من خلال اشتراط أن يكون مصدرو الأوراق النقدية مدعومين بضامنين، ولكن أعفيَ الأبرشيات وفينجتين دي لا فيل من الأحكام التنظيمية. كانت معظم الأوراق النقدية من فئة 1 جنيه إسترليني، على الرغم من صدور إصدار واحد على الأقل بقيمة 5 جنيهات إسترلينية. توقف إصدار هذه الأوراق النقدية المنتجة محليًا، تُصدر غالبًا لتمويل الأشغال العامة، بعد 1890.
خلال الاحتلال الألماني في الحرب العالمية الثانية، أدى نقص العملات المعدنية (الذي نتج جزئيًا عن قيام قوات الاحتلال بأخذ العملات المعدنية كتذكارات) إلى إقرار قانون الأوراق النقدية (جيرسي) في 29 أبريل 1941. صدرت سلسلة من الأوراق النقدية من فئة 2 شلن (بكتابة زرقاء على ورق برتقالي). عُدِل القانون في 29 نوفمبر 1941 للسماح بإصدار المزيد من الأوراق النقدية من فئات مختلفة، أصدرت ولاية جيرسي سلسلة من الأوراق النقدية التي صممها إدموند بلامبيد ‏ بفئات 6 بنسات، 1، 2، و10 شلنات، وجنيه إسترليني واحد. صمم بلامبيد ورقة الستة بنسات بحيث تضمنت كلمة "ستة" على ظهرها حرف "X" كبير الحجم، عند طي الورقة، كانت النتيجة رمز المقاومة "V" للنصر.
| الفئة   | اللون   | التصميم على الوجه الخلفي       |
| ------- | ------- | ------------------------------ |
| 6 بنسات | أحمر    | كلمة six pence                 |
| 1 شلن   | بني     | ظلال لشخصيتين في محادثة        |
| 2 شلن   | أزرق    | عربة تجرها الخيول              |
| 10 شلن  | أخضر    | فتاة ريفية وماشية من نوع جيرسي |
| 1 جنيه  | أرجواني | مشهد vraicing                  |

عند التحرير في مايو 1945، توقفت الولايات المتحدة عن إصدار الأوراق النقدية.

#### إصدار 1963
صدرت هذه الأوراق النقدية بموجب قانون الأوراق النقدية (جيرسي) لعام 1959. صممها جون وايت من شركة TDLR، تحمل صورة الملكة إليزابيث الثانية بريشة بييترو أنيغوني. عند إصدار ورقة العشرة جنيهات عام 1971، ظهرت عليها الصورة نفسها التي كانت على ظهر ورقة العشرة شلنات عام 1963، وذلك لأن الورقة النقدية منخفضة القيمة استُبدلت بعملة معدنية.
| الصورة | الفئة     | اللون   | التصميم على الوجه الخلفي           |
| ------ | --------- | ------- | ---------------------------------- |
|        | 10 شلن    | بني     | قصر سانت أوين (Saint Ouen's Manor) |
|        | 1 جنيه    | أخضر    | Mont Orgueil                       |
|        | 5 جنيهات  | أحمر    | حصن سانت أوبيْن Saint Aubin         |
|        | 10 جنيهات | أرجواني | قصر سانت أوين (Saint Ouen's Manor) |

#### إصدارات 1976
طُرحت سلسلة جديدة من الأوراق النقدية للتداول في 5 أغسطس 1976. استُوحيت صورة الملكة إليزابيث الثانية الجديدة من صورة فوتوغرافية لأنتوني باكلي. ظهر على الوجه الآخر صور تاريخية لجيرسي، شكّلت نباتاتها جزءًا من تصميم الوجه الأمامي. خُفّض حجم الأوراق النقدية تماشيًا مع التوجهات العالمية. طُرحت أوراق نقدية من فئة 20 جنيهًا إسترلينيًا في عام 1976.
| الصورة | الفئة | اللون | التصميم على الوجه الأمامي                      | التصميم على الوجه الخلفي                           |
| ------ | ----- | ----- | ---------------------------------------------- | -------------------------------------------------- |
|        | £1    | أزرق  | الملكة إليزابيث الثانية؛ نبات الحوذان في جيرزي | The Death of Major Pierson، معركة جيرزي ‏، عام 1781 |
|        | £5    | بني   | الملكة إليزابيث الثانية؛ سرخس جيرزي            | قلعة إليزابيث ‏، بريشة جورج وولف                    |
|        | £10   | أخضر  | الملكة إليزابيث الثانية؛ نرجس بري              | كلية فيكتوريا، بريشة فيليكس بينويست ‏               |
|        | £20   | أحمر  | الملكة إليزابيث الثانية؛ وردة بيرنت            | مون أورغويل، بريشة Jean Le Capelain                |

#### إصدار 1989
طُرحت أوراق 50 جنيهًا إسترلينيًا عام 1989. تحمل الأوراق النقدية الحالية صورة الملكة إليزابيث الثانية على وجهها، وصورة معالم جيرسي أو أحداث تاريخية مختلفة على ظهرها. العلامة المائية هي بقرة جيرسي. على الرغم من طرح عملة جنيه إسترليني واحد، لا تزال هذه العملة متداولة.
| الصورة | الفئة     | اللون   | التصميم على الوجه الخلفي                           |
| ------ | --------- | ------- | -------------------------------------------------- |
|        | 1 جنيه    | أخضر    | كنيسة أبرشية سانت هيلير ‏                           |
|        | 5 جنيهات  | أرجواني | La Corbière منارة                                  |
|        | 10 جنيهات | أحمر    | The Death of Major Pierson، معركة جيرزي ‏، عام 1781 |
|        | 20 جنيهًا  | أزرق    | قصر سانت أوين                                      |
|        | 50 جنيهًا  | بني     | المقر الحكومي ‏                                     |

### إصدارات تذكارية
أصدرت جيرسي ورقتين نقديتين تذكاريتين من فئة جنيه إسترليني واحد. في عام 1995، صدر إصدار خاص احتفالًا بالذكرى 50 لتحرير جيرسي. يختلف تصميم الوجه الأمامي قليلاً عن التصميم القياسي، يبدأ الرقم التسلسلي "LJ" ليرمز إلى "تحرير جيرسي"، وتحمل الورقة خريطة جيرسي مطبوعة بحبر متغير بصريًا. أما الوجه الخلفي، فيختلف تصميمه تمامًا عن تصميم ورقة الجنيه القياسي، يحمل صورة ورقة الجنيه الصادرة خلال احتلال جيرسي.
في عام 2004، طُرحت ورقة نقدية خاصة من فئة جنيه إسترليني واحد للتداول العام إلى جانب ورقة كنيسة سانت هيلير الرعوية. تُخلّد هذه الورقة النقدية التذكارية الذكرى السنوية 800 لتقسيم دوقية نورماندي في 1204، يتضمن تصميمها قلعة مون أورغيل ورموزًا تاريخية أخرى. تحمل الورقة رقمًا تسلسليًا مع البادئة "J8C" التي ترمز إلى "جيرسي 800".
في الأول من يونيو 2012، صدرت ورقة نقدية من فئة 100 جنيه إسترليني إحياءً لذكرى اليوبيل الماسي للملكة إليزابيث الثانية. تحمل الورقة النقدية التذكارية على وجهها صورة للملكة مستوحاة من لوحة "الاتزان" التي رسمها كريس ليفين ‏ وروبرت مونداي لجلالتها، نقشها ستيفن ماثيوز من دي لا رو. يظهر على ظهر الورقة صولجان جيرسي الملكي وعلم جيرسي في وضع رأسي.

#### إصدار 2010
في 29 أبريل 2010، صدرت مجموعة جديدة من الأوراق النقدية لجيرسي. الأوراق النقدية ثلاثية اللغات، تتضمن نصوصًا باللغات الإنجليزية، الفرنسية، والجيرسية. في 1 يونيو 2012، صدرت ورقة نقدية بقيمة 100 جنيه إسترليني لإحياء ذكرى اليوبيل الماسي للملكة إليزابيث الثانية.
يتضمن وجه الأوراق النقدية (1 جنيه إسترليني- 50 جنيهًا إسترلينيًا) صورة للملكة إليزابيث الثانية استنادًا إلى صورة فوتوغرافية التقطها مارك لورانس، إلى جانب منظر لمعلم مهم في جيرسي، مع نص باللغة الإنجليزية. على هذه الأوراق النقدية، ترتدي الملكة تاج فلاديمير بدلاً من التاج تقديراً للقبها في جيرسي؛ دوق نورماندي. يتضمن ظهر كل ورقة نقدية صورة لأحد أبراج الدفاع الساحلية التاريخية العديدة في جيرسي، التي بُنيت في أواخر القرن 18، بالإضافة إلى صورة أخرى ذات أهمية ثقافية أو طبيعية، وصور لشعارات الرعية الاثني عشر، مع كتابة الفئة بالفرنسية والجيرية. احتفظ بعلامة البقرة المائية في جيرسي، تتضمن ميزات الأمان الأخرى خريطة شفافة لجيرسي. على 10 جنيهات إسترلينية، 20 جنيهًا إسترلينيًا، و50 جنيهًا إسترلينيًا، يوجد رقعة ثلاثية الأبعاد تُظهر صورة مختلفة لشعار النبالة في جيرسي ‏ وجزيرة جيرسي على نمط خلفية لمنارة لا كوربيير. عُرضت التصميمات الجديدة علنًا لأول مرة في 22 فبراير 2010.
| الفئة     | اللون           | التصميم على الوجه الأمامي                               | التصميم على الوجه الخلفي                                |
| --------- | --------------- | ------------------------------------------------------- | ------------------------------------------------------- |
| 1 جنيه    | أخضر            | الملكة إليزابيث الثانية؛ تمثال التحرير في سانت هيلير    | برج Le Hocq؛ La Hougue Bie                              |
| 5 جنيهات  | أزرق سماوي      | الملكة إليزابيث الثانية؛ كوخ "Le Rât"                   | برج Archirondel؛ قصر Les Augrès Manor                   |
| 10 جنيهات | بني مائل للحمرة | الملكة إليزابيث الثانية؛ ملجأ القديس Helier             | برج Seymour؛ تمثال من تصميم لاليك في "الكنيسة الزجاجية" |
| 20 جنيهًا  | بنفسجي          | الملكة إليزابيث الثانية؛ مبنى البرلمان                  | برج La Rocco؛ قاعة البرلمان                             |
| 50 جنيهًا  | أحمر            | الملكة إليزابيث الثانية؛ قلعة مونت أورغويل              | برج Ouaisné؛ "La Marmotière"، جزر إكريهو ‏               |
| 100 جنيه  | أرجواني         | الملكة إليزابيث الثانية؛ خريطة جيرزي وشبه جزيرة كوتنتان | صولجان جيرزي الملكي؛ علم جيرزي                          |

### أنظر أيضًا
- اقتصاد جيرسي  [لغات أخرى]‏
- الأوراق النقدية الإسترليني
- الكتاب الفرنسي
- جنيه ألديرني  [لغات أخرى]‏
- جنيه غيرنسي
- جنيه مانكس